# 碧也緋紅
碧也緋紅（2月5日—），日本漫畫家。岡山縣出身。

## 作品
- 《鬼外事件簿》系列、原名台灣代理：青文出版社
  1. 《水中童子》、全1冊、原名
  2. 《黃金童子》、全2冊、原名
  3. 《雪花紛飛憶君時》、全2冊、原名
  4. 《1/2返魂香》、全1冊、原名
  5. 《夏雪姬》、全1冊、原名
  6. 《白浪》、全3冊、原名
  7. 《覺莊旅館的主人》、全1冊、原名
  8. 《永世之約》、全1冊、原名
  9. 《人魚王子》、全1冊、原名
  10. 《流風迴雪》、全1冊、原名
  11. 《銀礦山王國》、全1冊、原名
  12. 《貓之王國》、全1冊、原名
  13. 《太夫 ~ 吉原浪漫譚》、全2冊、原名
  14. 《非常之人》、全3冊、原名

- 新世紀八犬傳：盲目遊戲、台灣代理：東販出版社、全10冊、原名
- 公主的花束、台灣代理：長鴻出版社、全3冊、原名
- 少年忍者 KUMARI、台灣代理：長鴻出版社、全1冊、原名
- 《天領華鬥牌 Diamante》、台灣代理：原動力亞細亞出版社（3未完）、全4冊、原名
- 《天下一!! 》、台灣代理：長鴻出版社、（3未完）、原名
- 原名、日文版全3冊
- 原名、日文版全2冊

原作、曲亭馬琴
- 八犬傳、台灣代理：東販出版社，12冊待續、原名 日文版全15冊、文庫版全8冊。

原作、田中芳樹、ノエル
- 原名 、日文版全1冊

原作、加納朋子
- 再續今生緣、全2冊、原名台灣代理：青文出版社
- 硝子麒麟、全2冊、原名台灣代理：青文出版社

## 外部連結
- （日語） http://www008.upp.so-net.ne.jp/pink-a/ （页面存档备份，存于）
  - （日語） 作品名單 （页面存档备份，存于）